# NGC 3684
NGC 3684 ist eine Spiralgalaxie mit ausgedehnten Sternentstehungsgebieten vom Hubble-Typ Sbc im Sternbild Löwe an der Ekliptik. Sie ist schätzungsweise 49 Mio. Lichtjahre von der Milchstraße entfernt und hat einen Durchmesser von 45.000 Lj.

Im selben Himmelsareal befinden sich u. a. die Galaxien NGC 3681, NGC 3686, NGC 3691.
Das Objekt wurde am 17. März 1831 von John Herschel entdeckt.